# The sultan
The sultan is de enige single van de Canadese rockgroep The Squires. Op de B-kant stond het liedje "Aurora". Beide instrumentale liedjes werden geschreven door Neil Young, die destijds zeventien jaar oud was en nog op high school zat. De Squires was een van zijn eerste bandjes; "The sultan" is de eerste uitgave van Youngs muziek. Het liedje werd op 23 juli 1963 opgenomen op een tweesporenrecorder tijdens een uitzending van radiozender CFWM-FM (toen nog CKRC genoemd) in Winnipeg: diskjockey Harry Taylor had hen daartoe uitgenodigd. V Records gaf de single in november 1963 uit. Er werden driehonderd exemplaren van gedrukt, die bij optredens werden verkocht aan het publiek. De mastertapes zijn waarschijnlijk verdwenen en de single is zeer zeldzaam. Het liedje werd in 2009 door Reprise Records uitgebracht op de compilatie The archives vol. 1 1963-1972. Na de uitgave in 1963 zei Young tegen gitarist Allan Bates dat hij het niet zag zitten een muzikale carrière te beginnen: "Y’know, I would never do this for a living. This is just a little side thing."

## Tracklist
- A. "The sultan" (2:28)
- B. "Aurora" (2:04)

## Musici
- Ken Koblun - basgitaar
- Ken Smyth - drums, gong
- Allan Bates - slaggitaar
- Neil Young - leadgitaar